# Birgitta Anundsdotter
Birgitta Anundsdotter, som nämns 1449, var en svensk nunna och textilkonstnär i Nådendals kloster.

## Biografi
Birgittas far Anund Niklisson tros ha varit borgmästare i Ulvsby 1427 eller 1437. Hans änka Rikissa Olofsdotter ägde fädernejord i Karhiniemi i Vittis socken, som hon 1449 gav som proventgåva för sin dotter Birgitta till Nådendals kloster. Birgittas bror Olof Kusta, prebendat vid Sankt Johannes altare i Åbo domkyrka, gav samma år och för samma ändamål en äng i Reso socken. Vittis kyrka brann cirka 1490 och man tror att kyrkans altarbrun tillhör de nya föremål som anskaffades till kyrkans återinvigning. Altarbrunet (217 x 16,5 cm) förvaras i dag i Nationalmuseum i Helsingfors. Det har använts för att smycka övre kanten av altarbordets framsida. Det är uppdelat i 14 fält åtskilda av kolonner som bär upp rundbågar. Mellan kolonnerna finns bibliska scener och gestalter medan de två yttersta fälten upptar birgittinorden närstående helgon. I kompositionen ingår också minusklerna b till vänster och a till höger. Arbetet har tillskrivits den då mycket gamla Birgitta Anundsdotter.